# Historia Regum Britanniae
Historia Regum Britanniae (срп. Историја краљева Британије), оригинално названа De gestis Britonum (срп. О делима Брита), псеудоисторијски је приказ британске историје, који је око 1136. написао Џефри од Монмута. Дело прати животе краљева Брита током две хиљаде година, почевши од Тројанаца који су основали британску нацију, а завршавајући се англосаксонским освајањем Британије око 7. века. Ова „историја” је једно од централних дела артуријанских легенди.
Иако је узимано као историјско тачно све до 16. века, данас се сматра да дело нема готово никакву историјску вредност. Док се неки описани догађаји, као што је инвазија Јулија Цезара на Британију, могу поткрепити историјским изворима, остатак дела је у највећој мери нетачан. Остаје, међутим, драгоцено дело средњовековне књижевности, које садржи најранију познату верзију приче о краљу Лиру и његове три ћерке, а помогло је и у популаризацији легенде о краљу Артуру.

### Посвета
Џефри почиње књигу изјавом о својој сврси писања историје: „Нисам могао да откријем ишта о краљевима који су овде живели пре Христовог оваплоћења, нити о Артуру и свим осталима који су уследили после оваплоћења, ипак, дела ових људи су била таква да заслужују да буду хваљена за сва времена”. Он тврди да му је извор за овај период пружио архиђакон Валтер од Оксфорда, који му је поклонио „извесну веома древну књигу написану на британском језику” са које је превео своју историју. Он такође наводи Гилду и Беду као изворе. Затим следи посвета Роберту, ерлу од Глостера, и Валерану, грофу од Меулана, којима он ургира да искористе своје знање и мудрост како би побољшали његову причу.

### Прва књига
Сама Историја почиње са Тројанцем Енејом, који се, према Вергилијевој Енеиди, настанио у Италији после Тројанског рата. Његов праунук Брут је прогнан, и, након периода лутања, богиња Дијана га је упутила да се настани на једном острву у западном океану. Брут се искрцава у Тотнесу и даје име острву, које се до тада звало Албион, „Британија” по себи. Брут побеђује дивове који су били једини житељи острва и успоставља своју престоницу Нову Троју, на обалама Темзе; град касније постаје познат као Триновантум, и на крају је преименован у Лондон.

### Друга књига
Када Брут умре, његова три сина, Локрин, Камбер и Албанакт, деле земљу између себе; три краљевства се зову Логрија, Камбрија (северно и западно од Северна до Хамбера) и Албанија (Шкотска). Прича затим брзо прелази кроз владавине Локринових потомака, укључујући Бладуда, који користи магију и чак једном приликом покуша да полети, али умире том приликом.
Бладудов син Лир влада шездесет година. Он нема синове, па у дубокој старости одлучује да подели своје краљевство на своје три ћерке, Гонерилу, Регану и Корделију. Да би одлучио која од њих треба да добије највећи део, пита своје ћерке колико га воле. Гонерила и Регана дају екстравагантне одговоре, али Корделија одговара једноставно и искрено; бесан, он одлучује да Корделија од њега неће наследити никакву земљу. Гонерила и Регана треба да поделе пола острва са својим мужевима, војводама од Албаније и Корнвола. Корделија се удаје за Аганипа, франачког краља, и одлази у Галију. Ускоро се Гонерила, Регана и њихови мужеви побуне и заузимају цело краљевство. Након што су Лиру одузели све пратиоце, он почиње да жали због својих поступака према Корделији и путује у Галију. Корделија га саосећајно прима и враћа му краљевску одећу и пратњу. Аганип подиже галску војску за Лира, који се враћа у Британију, побеђује своје зетове и поново заузима краљевство. Лир влада још три године, а затим умире; Корделија наслеђује престо и влада пет година пре него што се Марган и Кунедагије, синови њених сестара, побуне против ње. Затварају Корделију, а она, утучена, извршава самоубиство. Марган и Кунедагије деле краљевство између себе, али се убрзо посвађају и објављују рат један другом. Кунедагије на крају убија Маргана у Велсу и заузима цело краљевство, владајући тридесет три године. Наслеђује га син Ривало.
Каснији Кунедагијев потомак, краљ Горбодак, има два сина, Фероа и Порекса. Они се сукобљавају и обојица су на крају убијени, што изазива грађански рат. То доводи до тога да Британијом влада пет краљева, који се међусобно нападају. Дунвалон Молмутије, син Клотена, краља Корнвола, постаје све моћнији. Он на крају побеђује остале краљеве и успоставља своју власт над целим острвом. За њега је речено да је „успоставио такозване молмутинске законе који су и данас познати међу Енглезима”.

### Трећа књига
Дунвалонови синови, Белин и Бреније, воде грађански рат пре него што их мајка измири и крећу да опљачкају Рим. Као победник, Бреније остаје у Италији, док се Белин враћа да влада Британијом.
Следе бројни кратки извештаји о узастопним краљевима. Они укључују Лада, који је Триновантум преименовао у „Каерлад” по себи; ово име касније постаје искварено у Лондон. Лада наслеђује његов брат Касивелаун, пошто Ладови синови Андрогеј и Тенвантије нису били пунолетни. Као надокнаду, Андрогеј је постао војвода од Кента и Триновантума, а Тенвантије је проглашен за војводу од Корнвола.

### Четврта књига
Након освајања Галије, Јулије Цезар гледа преко мора и одлучује да натера Британију да се закуне на послушност и да плаћа данак Риму. Његови захтеви наилазе на Касивелаунов одричан одговор. Цезар испловљава флотом у Британију, али га надјачава Касивелаунова војска и приморан је да се повуче у Галију. Две године касније поново покушава, али је поново одбијен. Тада се Касивелаун посвађа са једним од својих војвода, Андрогејем, који шаље писмо Цезару тражећи од њега да помогне у освети његове части. Цезар још једном напада и опседа Касивелауна на брду. После неколико дана Касивелаун нуди мир Цезару, а Андрогеј, испуњен кајањем, одлази код Цезара да га моли за милост. Касивелаун плаћа данак и склапа мир са Цезаром, који се потом враћа у Галију.
Касивелаун умире и наслеђује га његов нећак Тенвантије, пошто је Андрогеј отишао у Рим. Тенвантија прво наслеђује његов син Кимбелин, а потом Кимбелинов син Гвидерије. Гвидерије одбија да плаћа данак цару Клаудију, који тада врши инвазију на Британију. Након што је Гвидерије погинуо у борби са Римљанима, његов брат Арвирарг наставља одбрану, али на крају пристаје да се покори Риму и добија руку Клаудијеве ћерке Генвисе. Клаудије се враћа у Рим, остављајући провинцију под Арвирарговом контролом.

### Пета књига
Лоза британских краљева наставља се под римском влашћу и укључује Луција, првог британског хришћанског краља, и неколико римских личности, укључујући цара Константина I, узурпатора Алекта и војног заповедника Асклепиодота. Када Октавије преда круну свом зету Максимијану, његовом нећаку Конану Меријадоку је дата управа над Бретањом као накнада за то што није изабран за цара. После дугог периода римске владавине, Римљани одлучују да више не желе да бране острво и одлазе. Брити се одмах суочавају са нападима Пикта, Шкота и Данаца, посебно зато што је њихов број смањен због Конана који је колонизовао Бретању, и Максимијана који је користио британске трупе за своје кампање. У очају, Брити шаљу писма генералу римских снага, тражећи помоћ, али не добијају одговор (овај пасус је у великој мери позајмљен из одговарајућег одељка у Гилдиној хроници О пропасти и освајању Британије).

### Шеста књига
Након што Римљани оду, Брити траже од краља Бретање (Арморике) Алдроена, који води порекло од Конана, да њима влада. Међутим, Алдроен уместо тога шаље свог брата Константина да влада Бритима. Након Константинове смрти, Вортигерн помаже његовом најстаријем сину Констансу да буде проглашен за краља, пре него што омогући његово убиство и сам дође на престо. Преостали Константинови синови Амброзије Аурелијан и Утер су премлади да би владали и одведени су на сигурно у Арморику. Вортигерн позива Саксонце под Хенгистом и Хорсом да се боре за њега као плаћеници, али они устају против њега. Он губи контролу над великим делом своје земље и упознаје Мерлина.

### Седма књига: Мерлинова пророчанства
У овом тренутку Џефри нагло прекида своју причу уметањем низа пророчанстава која се приписују Мерлину. Нека од пророчанстава делују као оличење надолазећих поглавља Историје, док су друга прикривене алузије на историјске личности и догађаје норманског света у 11. и 12. веку. Остатак је нејасан.

### Осма књига
Након што Амброзије Аурелијан порази и убије Вортигерна, и прогласи се за краља, Британија остаје у ратном стању под њим и његовим братом Утером. Обојици помаже чаробњак Мерлин. У једном тренутку током непрекидног низа битака, Амброзије се разболи и Утер мора да предводи војску уместо њега. Ово омогућава једном непријатељском убици да се представи као лекар и отрује Амброзија. Када краљ умре, на ноћном небу појављује се комета у облику змајеве главе (пендрагон), што Мерлин тумачи као знак да је Амброзије мртав и да ће Утер победити и наследити га. Након што је победио своје најновије непријатеље, Утер додаје „Пендрагон” свом имену и крунише се за краља.
Међутим, други непријатељи нападају, приморавајући Утера да поново ратује. Овог пута трпи пораз, али односи коначну победу уз помоћ војводе Горлоиса од Корнвола. Док је славио ову победу са Горлоисом, он се заљубљује у војводину жену, Игерну. Ово доводи до рата између Утера и Горлоиса, током ког Утер, Мерлиновом магијом прерушен у војводу, потајно проводи ноћ са Игерном. Те ноћи је зачет Артур. Горлоис је том приликом убијен, а Утер се жени Игерном, након чега поново мора поново да ратује против Саксонаца. Иако Утер на крају тријумфује, он умире након што је попио воду из извора који су Саксонци отровали.

### Девета и десета књига
Утеров син Артур преузима престо и наноси Саксонцима толико тежак пораз да они престају да буду претња краљевству све до његове смрти. У међувремену, Артур осваја већи део северне Европе и започиње период мира и просперитета који траје све док Римљани, предвођени Луцијем Тиберијем, не захтевају да Британија још једном почне да плаћа данак Риму. Артур побеђује Луција у Галији, намеравајући да се прогласи за цара, али у његовом одсуству, његов сестрић Мордред заводи и жени Артурову супругу Гиневру, након чега заузима ујаков престо.

### Једанаеста и дванаеста књига
Артур се враћа и убија Мордреда у бици код Камлана, али је, смртно рањен, одведен на острво Авалон, и предаје краљевство свом рођаку Константину, Кадоровом сину и војводи од Корнвола.
Саксонци су се вратили након Артурове смрти, али нису прекинули лозу британских краљева све до смрти Кадваладера. Кадваладер је приморан да побегне из Британије и тражи помоћ од краља Алана од Арморике. Међутим, анђеоски глас му говори да Брити више неће владати и да треба да оде у Рим. Кадваладер то и чини, умирући тамо, иако оставља свог сина и нећака да владају преосталим Бритима. Преостали Брити су протерани у Велс, а Саксонац Ателстан постаје краљ Логрије.

## Утицај
У размени рукописног материјала за сопствене историје, Робер од Торињија дао је Хенрију од Хантингтона копију Историје краљева Британије, коју су и Робер и Хенри некритички користили као аутентичну историју, а затим употребили за сопствена дела, што значи да су неке од Џефријевих фикција укључене у популарну историју. Џефријева Историја чини основу за много британских књижевних дела, као и богат извор материјала за велшке бардове. Постала је изузетно популарна током високог средњег века, револуционишући погледе на британску историју пре и током англосаксонског периода упркос критикама писаца као што су Гералд из Камбреа и Вилијам од Њубурга, који су тврдили да „нико осим особе која не познаје древну историју не може сумњати како је писац дрско фалсификује у сваком погледу.”
Историју је убрзо на нормански језик превео песник Вас 1155. године. Његову верзију је заузврат превео Лајамон на средњеенглески језик почетком 13. века. У другој четвртини 13. века, верзију у латинском стиху, под насловом Gesta Regum Britanniae, написао је Вилијам од Рена. Материјал из Џефријеве књиге је уграђен у велики избор англо-норманских и средњеенглеских прозних компилација историјског материјала од 13. века надаље.
Џефријево дело је преведено у низу различитих верзија велшке прозе до краја 13. века, заједнички познатих као Брут и Бренхинед. Археолог Флиндерс Петри је 1917. године предложио једну варијанту Брута и Бренхинеда, такозвани Брут Тисилио, као древну британску књигу коју је Џефри наводно превео, иако сам Брут тврди да је са латинског преведен од стране Валтера од Оксфорда, на основу сопственог ранијег превода са велшког на латински. Џефријево дело је веома важно јер је довело велшку културу у британско друштво и учинио је прихватљивом. Оно је уједно и први познати запис о краљу Лиру и популаризовало је легенду о краљу Артуру.
Вековима је Историја била прихваћена по номиналној вредности, а велики део њеног материјала је уграђен у Холиншедове Хронике из 16. века. Савремени историчари посматрају Историју као дело фикције са неким чињеничним информацијама. Џон Морис у Артуровом добу је назива „намерним лажирањем”, иако је ово засновано на погрешном идентификовању Валтера, архиђакона Оксфордског, као Валтера Мапа, писца сатире који је живео век касније.
Дело и данас наставља да утиче на популарну културу. На пример, трилогија Мерлин Мери Стјуарт и ТВ мини-серија Мерлин садрже елементе преузете из Историје краљева Британије.

## Историја текста
Данас је сачувано две стотине петнаест средњовековних рукописа Историје краљева Британије, на десетине њих преписаних пре краја 12. века. Чак и међу најранијим рукописима може се уочити велики број текстуалних варијанти, као што је такозвана „Прва варијанта”. Оне се огледају како у три могућа предговора делу, тако и у присуству или одсуству одређених епизода и фраза. Одређене варијанте могу бити последица „ауторских” додатака различитим раним копијама, али највероватније одражавају ране покушаје промена, додавања или измена текста. Задатак расплетања ових варијанти и успостављања Џефријевог оригиналног текста је дуг и сложен, а размере потешкоћа око текста утврђене су тек недавно.
Варијанта наслова Historia regum Britanniae уведена је у средњем веку и постала је најчешћи облик и у модерном периоду. Критичко издање дела објављено 2007. године, међутим, показало је да најтачнији рукописи помињу дело као De gestis Britonum, и да је то наслов који је сам Џефри користио за дело.